# Поштовий індекс
Пошто́вий і́ндекс — набір символів, що додається до поштової адреси для полегшення сортування та пристави пошти. Уперше поштові індекси застосовано 1932 року в Україні, що тоді була у складі СРСР.

## Історія

Поштові індекси країн за типами і кількістю символів.
Цифрові:
3
4
5
6
7
8
9
10
Літеро-цифрові:
6
7
8
Поштові індекси не використовують:

Вперше система умовної поштової індексації була впроваджена в Лондоні в 1857 році, коли територія міста була поділена на 10 поштових зон: EC (East Central), WC (West Central), N, NE, E, SE, S, SW, W, та NW.
Поштові індекси сучасного типу були вперше впроваджені 1932 року в Харкові, що тоді був столицею УРСР, утворено спеціальний вказівник українських поштових індексів, де індекси починалися з чисел від 1 до 10. Згодом поштові індекси набули формату «число-літера-число», 12У1, 14У8. Літера «У» всередині індексу означала «Україна», перше число — Київ, що для нього запровадили числа з 11 до 20, а наприкінці коду — менший поштовий район.

Цю індексну систему скасовано з початком Другої світової війни.

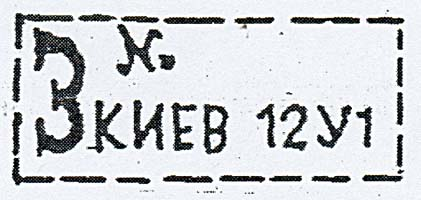
Штамп рекомендованого листа із зазначенням поштового індексу 12У1 (Київ, 1930-і роки)

Тепер поштові індекси використовують у більшості країн світу. На час написання статті поштових індексів не вживано в таких країнах: Афганістан, Беліз, Колумбія, Східний Тимор (до 1999 року використовували систему поштової індексації Індонезії), Гонконг, Ірак (система поштових кодів розробляється), Макао, Намібія (до 1992 року використовували систему поштової індексації ПАР), Перу (за винятком міст Ліма та Кальяо; заплановано поширення поштової кодифікації на решту території), Панама.
Як символи поштового коду зазвичай використовують цифри, але в деяких країнах (Аргентина, Андорра, Бермудські острови, Бруней, Канада, Монако, Ямайка, Мальта, Нідерланди, Велика Британія, Свазіленд, Венесуела, Латвія, Сальвадор, Куба) застосовують комбінації цифр і літер; подекуди літери позначають загальний дволітеровий код країни.
За правилами різних країн поштовий індекс може розташовуватись як перед, так і після (як в Україні) назви населеного пункту в адресі.
Низка країн має спільну систему поштової індексації. Наприклад, система індексації Швейцарії поширюється на Ліхтенштейн, Італії — на Сан-Марино й Ватикан, Франції — на Монако, США — на Пуерто-Рико, Маршалові острови, Мікронезія та Палау та ін.